# Rui Costa (ur. 1996)
Rui Pedro Silva Costa (ur. 20 lutego 1996 w Vila Nova de Famalicão) – portugalski piłkarz występujący na pozycji napastnika w AD Alcorcón.